# Marc Guiu Paz
Marc Guiu Paz (Granollers, 4 de gener de 2006) és un futbolista català que juga com a davanter al  Sunderland AFC, cedit pel Chelsea FC. El 22 d'octubre del 2023 va debutar amb el primer equip del FC Barcelona. Va marcar 33 segons després d'entrar al camp, i va esdevenir així el jugador que menys temps ha necessitat per a marcar el primer gol amb el club.

## Carrera de club
Marc Guiu va néixer a Granollers, i de ben petit la família va anar a viure al barri del Virgili, el Temple i Ca n'Abril (Santa Maria de Palautordera), a tocar de Sant Celoni, on va estudiar a l'escola Cor de Maria de Sant Celoni. Va començar a destacar en el futbol de ben petit, jugant com a prebenjamí a la Penya Barcelonista de Sant Celoni, i el 2013, a set anys, va fitxar pel prebenjamí del Futbol Club Barcelona. De llavors ençà, ha passat per totes les categories del futbol formatiu blaugrana, fins a debutar amb el primer equip l'octubre de 2023, a disset anys.
El juny de 2023 va ser convocat per primera vegada amb la selecció absoluta per als partits de pretemporada contra el Celta de Vigo i el Vissel Kobe japonès. Guiu va debutar oficialment amb el Barça en aquest últim partit, substituint al descans Robert Lewandowski.
L'11 d'octubre de 2023, va tornar a ser convocat amb el primer equip per a un partit de Lliga contra el Granada, encara que finalment no va participar en la trobada. Aquest mateix mes, va ser nomenat pel diari anglès The Guardian com un dels millors jugadors del món nascuts el 2006. El 22 d'octubre, Guiu va debutar amb l'absoluta com a suplent al minut 79 i va marcar el gol de la victòria al cap de 23 segons, al segon toc, davant l'Athletic Club (1-0). Amb 17 anys i 291 dies, va esdevenir el debutant més jove i més ràpid en marcar amb el FC Barcelona a la Lliga. Tres dies després, va debutar a la Lliga de Campions en una victòria per 2-1 davant el Xakhtar Donetsk.

### Chelsea FC
L'1 de juliol de 2024, Guiu va fitxar pel Chelsea FC de la Premier League per una quota de 6 milions d'euros. signant un contracte de cinc anys amb el club.

## Selecció estatal
Marc Guiu va debutar oficialment amb la selecció de futbol sub-17 d'Espanya el 25 de gener de 2023 en un amistós contra Itàlia en el qual va marcar dos gols. Fins avui, ha jugat 8 partits amb la selecció, marcant un total de 7 gols.

## Estadístiques

### Clubs
Actualitzat a l'últim partit disputat el 22 d'octubre del 2023.
| Club                             | Div.          | Temporada     | Lliga | Lliga | Lliga   | Copes nacionals | Copes nacionals | Copes nacionals | Copes internacionals | Copes internacionals | Copes internacionals | Total | Total | Total   |
| Club                             | Div.          | Temporada     | Part. | Gols  | Assist. | Part.           | Gols            | Assist.         | Part.                | Gols                 | Asist.               | Part. | Gols  | Assist. |
| -------------------------------- | ------------- | ------------- | ----- | ----- | ------- | --------------- | --------------- | --------------- | -------------------- | -------------------- | -------------------- | ----- | ----- | ------- |
| FC Barcelona Atlètic · Catalunya | 1a F          | 2023-24       | 1     | 0     | 0       | ―               | ―               | ―               | ―                    | ―                    | ―                    | 1     | 0     | 0       |
| FC Barcelona Atlètic · Catalunya | Total club    | Total club    | 1     | 0     | 0       | 0               | 0               | 0               | 0                    | 0                    | 0                    | 1     | 0     | 0       |
| FC Barcelona · Catalunya         | 1a            | 2023-24       | 1     | 1     | 0       | 0               | 0               | 0               | 0                    | 0                    | 0                    | 1     | 1     | 0       |
| FC Barcelona · Catalunya         | Total club    | Total club    | 1     | 1     | 0       | 0               | 0               | 0               | 0                    | 0                    | 0                    | 1     | 1     | 0       |
| Total carrera                    | Total carrera | Total carrera | 2     | 1     | 0       | 0               | 0               | 0               | 0                    | 0                    | 0                    | 2     | 1     | 0       |

## Palmarès
- 1 Lliga Conferència de la UEFA: 2024-25